# Mordred (DC Comics)
Mordred es un personaje ficticio, un supervillano en el universo de DC Cómics. Está basado en personaje del mismo nombre Mordred de la mitología celta. Es hijo de Morgana Le Fey y el Rey Arturo. Mordred apareció por primera vez en Sir Batman and Robin in King Arthur's court! #36 (septiembre de 1946).

## Historia de la publicación
Morded fue concebido como una venganza de Morgana Le Fey contra el rey Arturo, Mordred creció odiando a su padre, soñando con el día en mataría a Arturo y destruiría su querido reino. Morgana lo envió a destruir Camelot llevando a su ejército pero antes hechizo su armadura para que no pudiera ser dañada por ningún arma hecha por el hombre.
La batalla final de Camelot comenzó con un ataque a los suburbios y luego un ataque al castillo con soldados, demonios, monstruos y dragones (Morgana Le Fey también participó en la batalla). La primera batalla fue ganada por el ejército de Morgana; incluso el de Demonio del Mago Merlín Etrigan no estaba disponible para derrotarlos. Todo el castillo fue destruido y cientos de hombres, mujeres y niños murieron.
A la mañana siguiente Mordred estaba esperando el regresó de su madre en el castillo ya destruida y también apareció su tía y amante de Merlín, la ninfa Nimué Inwudu (Ahora llamada Madame Xanadu). Después de una pequeña charla entre Morgana y Nimue, Mordred fue a buscar a los últimos hombres que quedaban y a su padre.
La espada de Arturo Excálibur no era un arma hecha por el hombre y cuando Mordred lo atacó Arturo lo corto en dos pero Arturo también murió por uno de los ataques de Mordred.
Morgana siglos después se convirtió en el líder de la Iglesia de la medianoche, una secta satánica para hacer encontrar tres reliquias de guerra: el casco de Mordred, la punta de lanza que mató al rey Arturo y la Piedra Filosofal. Con estos artefactos ella sería capaz de resucitar a Mordred por lo que le podría dar lugar a una nueva guerra en el mundo del hombre nuevo, pero el casco de Mordred fue robado por su hermana Madame Xanadú y el Detective Marciano.

## Poderes y habilidades
- Mordred es un ser místico al igual que su madre, como brujo puede no ser tan potente como Morgana Le Fey pero posee una amplia variedad de habilidades, tiene habilidades mágicas como poderosos rayos de energía verdes, puede animar objetos inanimados como gárgolas, juguetes y sillas, volar y lanzar un gran número de poderosos hechizos.

### Equipamiento
- Como arma tiene su espada con lo que es casi tan bueno como su padre, el rey Arturo, además de su armadura encantada que lo protege de cualquier arma hecha por el hombre y su escudo. Actualmente, Jason Blood mantiene la espada de Mordred en su colección privada de armas antiguas.

## Otras versiones

### Camelot 3000 / Batman: The Dark Knight de la mesa redonda
Mordred también apareció en Camelot 3000 y Batman: The Dark Knight de la mesa redonda, pero estas versiones no eran realmente conectado con el original. En Camelot 3000 había reencarnado como Matthew Jordan, donde él y su madre llevan a una invasión extraterrestre.

## En otros medios
- Mordred Aparece en la serie animada de la Liga de la justicia con la voz de Soren Fulton en el episodio de dos partes "Un caballero de las sombras Parte 1 y 2" Mordred apareció con Morgana Le Fey en busca de la Piedra Filosofal de merlín, Morgana Intenta convertir a Mordred en el rey de la nueva Camelot (Castillo que creara solo con la piedra). Ellos Luchan contra la Liga de la Justicia y el demonio Etrigan, perdiendo después ya que el Detective Marciano destruyó la piedra filosofal.
- En la Liga de la Justicia Ilimitada, reaparece en el episodio "Cosas de Niños", donde Morgana dirige a Mordred al Amuleto de la Primera Magia, la fuente de toda magia terrenal, el cual tiene poder incluso superior al de Morgana. Mordred traiciona a Morgana, el arrebató el Amuleto y lo utilizó para desaparecer a ella y a todos los adultos de la Tierra a una dimensión paralela, ella tuvo que hacer un trato con Batman, Superman, Mujer Maravilla, y Linterna Verde, cambiándolos a niños para que pudiera regresar a tierra y luchar contra Mordred. Durante la lucha, ya habiendo perdido estos lo engañan burlándose de él para que se convirtiera en adulto, cuando lo hace este es expulsado de la tierra llegando a la dimensión paralela donde Morgana le dice que a cometido un grave error. Cuando el hechizo quedó roto, Morgana cambió a los héroes a sus edades apropiadas y entonces se fue a cuidar de su hijo, quién era ahora viejo y débil aun así todavía inmortal, habiendo roto la juventud eterna que su madre había lanzado encima de él hace siglos.
- Una continuación de esta historia fue presentado en la Liga de la Justicia Ilimitada # 33. Aquí Morgana utilizó la piedra en Londres para hacer a Mordred joven una vez más.